# 奥斯佩达莱托-达尔皮诺洛
奥斯佩达莱托-达尔皮诺洛（義大利語：Ospedaletto d'Alpinolo），是意大利阿韦利诺省的一个市镇。总面积5平方公里，人口1895人，人口密度379.0人/平方公里（2009年）。ISTAT代码为064067。